# Nicolai Kiær
Nicolai Kiær (chiń. 夏義可 Xia Yike; ur. 2 kwietnia 1888 w Oslo, zm. 29 maja 1934 w Yiyang) – norweski misjonarz i gimnastyk, z wyznania luteranin.

## Lata młodości i edukacja
Syn Andersa Nicolaia Kiæra i Edli Johanne Bordoe. W 1911 roku ukończył technikum w Oslo.

## Kariera sportowa
W młodości oprócz gimnastyki, uprawiał również lekkoatletykę i piłkę nożną.
W 1908 roku został członkiem norweskiej drużyny gimnastycznej, która zdobyła srebrny medal w wieloboju systemem szwedzkim. Drużyna była dwudziestoosobowa i zdobyła 425 punktów.

## Kariera misjonarza
W 1912 roku został wysłany do Chin, do prowincji Hunan, przez Norges Kristelige Ungdomsforbunds Ungdomsmisjon. Tutaj założył chiński oddział Young Men's Christian Association (YMCA), z siedzibą w Changsha, w którym też pracował. W Hunan mieszkał 22 lata, oprócz pracy misyjnej zajmował się propagowaniem sportu. W 1930 roku Det norske misjonsselskap wysłało go do Taohualun, gdzie nauczał w średniej szkole. W 1935 roku przybył na jego miejsce Anders Tangeraas i odtąd kierował YMCĄ.
W Chinach uczył również gimnastyki.

## Życie prywatne
W 1916 roku wziął ślub z Mabel Ruth Hoy, córką amerykańskiego misjonarza z Reformed Church Williama Edwina Hoya.

## Śmierć
Utonął podczas prowadzonych przez siebie zajęć pływackich.